# Свети Георги (Будинарци)
Вижте пояснителната страница за други значения на Свети Георги.
„Свети Георги“ (на македонска литературна норма: „Свети Ѓорѓи“) е възрожденска православна църква в беровското село Будинарци, Северна Македония. Част е от Струмишката епархия на Македонската православна църква – Охридска архиепископия.
Храмът е изграден в 1854 или 1857 година. В архитектурно отношение е трикорабна базилика с полукръгла апсида на изток. Част от иконите са от Света гора, а част от местни майстори. Четири сцени от живота на Адам и Ева в цокълната част на иконостаса на църквата са изпълнени от дупнишкия зограф Никола Янакиев през 1859 г. Иконостасните икони са в ярки цветове. Владишкият стол е майсторска изработка на малешевски майстори.